# 리프노군

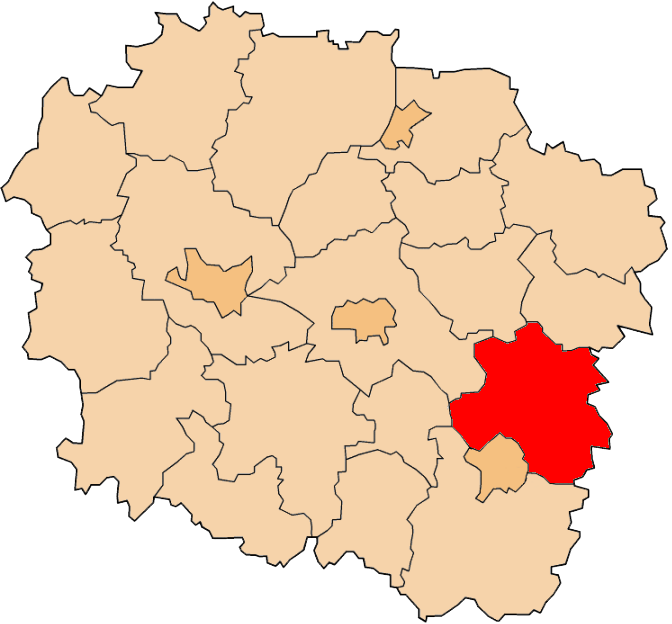
쿠야비포모제주 지도에 표시된 리프노군의 위치

리프노군(폴란드어: powiat lipnowski)은 폴란드 쿠야비포모제주에 위치한 군으로 군청 소재지는 리프노이며 면적은 1,015.6km2, 인구는 65,869명(2019년 기준), 인구 밀도는 65명/km2이다.
북쪽으로는 골루프도브진군, 북동쪽으로는 리핀군, 동쪽으로는 마조프셰주 시에르프츠군, 남동쪽으로는 마조프셰주 프워츠크군, 남쪽으로는 브워츠와베크시, 브워츠와베크군, 서쪽으로는 알렉산드루프군, 토룬군과 접한다. 9개 지방 자치체(1개 도시, 2개 도시형 농촌, 6개 농촌)를 관할한다.

군기
군 문장